# Фарсалія (Нью-Йорк)
Фарсалія (англ. Pharsalia) — місто (англ. town) в США, в окрузі Ченанго штату Нью-Йорк. Населення — 516 осіб (2020).

## Демографія
Згідно з переписом 2010 року, у місті мешкали 593 особи в 240 домогосподарствах у складі 166 родин. Було 344 помешкання
Расовий склад населення:
| - 98,0 % — білих - 0,8 % — корінних американців - 0,2 % — чорних або афроамериканців |

До двох чи більше рас належало 0,8 %. Частка іспаномовних становила 1,7 % від усіх жителів.
За віковим діапазоном населення розподілялося таким чином: 22,4 % — особи молодші 18 років, 62,6 % — особи у віці 18—64 років, 15,0 % — особи у віці 65 років та старші. Медіана віку мешканця становила 45,9 року. На 100 осіб жіночої статі у місті припадало 99,7 чоловіків;  на 100 жінок у віці від 18 років та старших — 106,3 чоловіків також старших 18 років.
Середній дохід на одне домашнє господарство  становив 46 862 долари США (медіана — 37 344), а середній дохід на одну сім'ю — 53 296 доларів (медіана — 39 531). Медіана доходів становила 35 893 долари для чоловіків та 30 750 доларів для жінок. За межею бідності перебувало 12,6 % осіб, у тому числі 9,2 % дітей у віці до 18 років та 6,5 % осіб у віці 65 років та старших.
Цивільне працевлаштоване населення становило 316 осіб. Основні галузі зайнятості: будівництво — 19,0 %, освіта, охорона здоров'я та соціальна допомога — 18,4 %, науковці, спеціалісти, менеджери — 14,6 %.